# Jesper Jenset
Jesper Jenset (ur. 19 sierpnia 1997 w Molde) – norweski piosenkarz, kompozytor, producent muzyczny i twórca tekstów.

## Życiorys
Mając sześć lat, zaczął naukę gry na gitarze. Jako nastolatek brał udział w konkursach gimnastycznych.
W 2014 wziął udział w przesłuchaniach do ósmej edycji programu Idol. Odpadł w odcinku wyemitowanym 21 listopada 2014, zajmując piąte miejsce.
W 2015 podpisał kontrakt z wytwórnią Sony Music, pod której szyldem wydał debiutancki singiel „Superhero”. 20 kwietnia 2018 wydał debiutancką EPkę pt. Waves Vol. 1. W tym czasie nawiązał też współpracę z polskim producentem muzycznym Gromee’em, z którym nagrał piosenkę „One Last Time”. Z utworem dotarł na pierwsze miejsce listy przebojów AirPlay – Top i zajął 13. miejsce w rocznym zestawieniu Top 50 Airplay 2018.
W 2019 wydał drugą epkę pt. Waves Vol. 2.

## Dyskografia

### Minialbumy
- Waves Vol. 1 (Sony Music, 20 kwietnia 2018[10])
- Waves, Vol. 2 (Sony Music, 12 kwietnia 2019[11])
- Vol. 3 (Sony Music, 29 maja 2020[12])

### Single

#### Jako główny artysta
| Rok                                                      | Tytuł                          | Najwyższe pozycje na listach | Najwyższe pozycje na listach | Najwyższe pozycje na listach | Najwyższe pozycje na listach | Najwyższe pozycje na listach | Najwyższe pozycje na listach | Album         |
| Rok                                                      | Tytuł                          | POL                          | POL                          | WNP                          | WNP                          | NOR                          | NOR                          | Album         |
| Rok                                                      | Tytuł                          | Airplay                      | Airplay nowości              | Radio                        | Radio & YouTube              | VG-lista                     | Airplay                      | Album         |
| -------------------------------------------------------- | ------------------------------ | ---------------------------- | ---------------------------- | ---------------------------- | ---------------------------- | ---------------------------- | ---------------------------- | ------------- |
| 2015                                                     | „Superhero”                    | –                            | –                            | –                            | –                            | –                            | 96                           | ―             |
| 2016                                                     | „High”                         | –                            | –                            | 216                          | 399                          | 26                           | 29                           | ―             |
| 2016                                                     | „Lies”                         | –                            | –                            | –                            | –                            | –                            | 46                           | ―             |
| 2017                                                     | „Painkiller”                   | –                            | –                            | 335                          | –                            | –                            | –                            | ―             |
| 2018                                                     | „Bad Vibrations”               | –                            | –                            | –                            | –                            | –                            | –                            | Waves, Vol. 2 |
| 2019                                                     | „Red Eyes”                     | –                            | –                            | –                            | –                            | –                            | –                            | Waves, Vol. 2 |
| 2019                                                     | „Blue Flag / Fun Things”       | –                            | –                            | –                            | –                            | –                            | –                            | Waves, Vol. 2 |
| 2019                                                     | „Hver Gang” (gościnnie Arif)   | –                            | –                            | –                            | –                            | –                            | –                            | ―             |
| 2020                                                     | „Sweet Emotions” (oraz Gromee) | 1                            | 4                            | –                            | –                            | –                            | –                            | ―             |
| 2020                                                     | „Flame” (oraz Ylva)            | –                            | –                            | –                            | –                            | –                            | –                            | ―             |
| 2020                                                     | „Facade”                       | –                            | –                            | –                            | –                            | –                            | –                            | Vol. 3        |
| 2020                                                     | „Skinny Jeans”                 | –                            | –                            | –                            | –                            | –                            | –                            | Vol. 3        |
| „–” oznacza, że singel nie był notowany na danej liście. |                                |                              |                              |                              |                              |                              |                              |               |

#### Jako artysta gościnny
| Rok                                                      | Tytuł                                                                     | Najwyższe pozycje na listach | Najwyższe pozycje na listach | Najwyższe pozycje na listach | Najwyższe pozycje na listach | Certyfikat                | Sprzedaż       | Album |
| Rok                                                      | Tytuł                                                                     | POL                          | POL                          | CZE                          | WNP                          | Certyfikat                | Sprzedaż       | Album |
| Rok                                                      | Tytuł                                                                     | Airplay                      | Airplay nowości              | CZE                          | Radio                        | Certyfikat                | Sprzedaż       | Album |
| -------------------------------------------------------- | ------------------------------------------------------------------------- | ---------------------------- | ---------------------------- | ---------------------------- | ---------------------------- | ------------------------- | -------------- | ----- |
| 2017                                                     | „Never Wanna Lose You” (CLMD, gościnnie: Jesper Jenset oraz Justine Skye) | –                            | –                            | –                            | 338                          |                           |                | ―     |
| 2018                                                     | „One Last Time” (Gromee, gościnnie: Jesper Jenset)                        | 1                            | 4                            | 33                           | –                            | - POL: 3× platynowa płyta | - POL: 40 000+ | ―     |
| 2018                                                     | „Drunk as Hell” (Lost Kings, gościnnie: Jesper Jenset)                    | –                            | –                            | –                            | –                            |                           |                | ―     |
| 2019                                                     | „No Lies” (Madcon, gościnnie: Jesper Jenset)                              | –                            | –                            | –                            | –                            |                           |                | ―     |
| 2020                                                     | „Company” (Havsun, gościnnie: Jesper Jenset)                              | –                            | –                            | –                            | –                            |                           |                | ―     |
| 2020                                                     | „Not Like This” (Gil Glaze, gościnnie: Jesper Jenset)                     | –                            | –                            | –                            | –                            |                           |                | ―     |
| „–” oznacza, że singel nie był notowany na danej liście. |                                                                           |                              |                              |                              |                              |                           |                |       |

### Utwory dla innych artystów
| Rok  | Wykonawca                         | Album                         | Utwór                                | Uwagi                    | Źr.    |
| ---- | --------------------------------- | ----------------------------- | ------------------------------------ | ------------------------ | ------ |
| 2021 | Hoodboy SK                        | –                             | „Kommer Snart”                       | muzyka                   | [ 38 ] |
| 2021 | Stig Brenner, Unge Ferrari        | Hvite Duer, Sort Magi         | „Du Ver Hvor Du Finner Meg”          | słowa                    | [ 39 ] |
| 2021 | Bella Royale                      | –                             | „Frames”                             | produkcja                | [ 40 ] |
| 2020 | Kevin Austin                      | –                             | „Let Them Talk”                      | muzyka                   | [ 41 ] |
| 2020 | Djengis                           | –                             | „Broken Souls”                       | słowa, muzyka, produkcja | [ 42 ] |
| 2020 | Alan Walker, Ruben                | –                             | „Heading Home”                       | muzyka                   | [ 43 ] |
| 2019 | Arif, Store P                     | Arif i Waanderland            | „Eskimoblod (Sub-Zero)”              | słowa                    | [ 44 ] |
| 2019 | Arif, Natnael                     | Arif i Waanderland            | „Sommeren Var Den Varmeste (Susano)” | słowa                    | [ 44 ] |
| 2019 | Morgan Sulele                     | –                             | „Fornøyd”                            | słowa, muzyka, produkcja | [ 45 ] |
| 2019 | Arif                              | –                             | „Eskimoblod”                         | słowa                    | [ 46 ] |
| 2018 | Jowst, Manel Navarro, Maria Celin | –                             | „Roller Coaster Ride”                | słowa, muzyka            | [ 47 ] |
| 2018 | Unge Ferrari                      | Midt Imellom Magisk Og Manisk | „Familyeh” (styl. „FAMILYEH”)        | muzyka                   | [ 48 ] |
| 2018 | Unge Ferrari                      | Midt Imellom Magisk Og Manisk | „Ultra Bla” (styl. „Ultra BLÅ”)      | słowa                    | [ 48 ] |
| 2018 | Unge Ferrari, Ylva                | –                             | „Bagasje”                            | słowa                    | [ 49 ] |